# Wheel of Fortune (singolo)
Wheel of Fortune è un singolo degli Ace of Base, pubblicato il 29 giugno 1992 in Danimarca e l'anno seguente in vari altri paesi. La canzone è il primo singolo tratto dall'album Happy Nation.
Il singolo raggiunse il 1º posto in Norvegia, il 2° in Danimarca e il 4° in Germania, dove ottenne il disco d'oro.

## Classifiche

### Classifiche settimanali
| Classifica (1992/93) | Posizione massima |
| -------------------- | ----------------- |
| Austria              | 6                 |
| Belgio (Fiandre)     | 5                 |
| Danimarca            | 2                 |
| Europa               | 10                |
| Finlandia            | 15                |
| Francia              | 21                |
| Germania             | 4                 |
| Irlanda              | 18                |
| Norvegia             | 1                 |
| Paesi Bassi          | 3                 |
| Regno Unito          | 20                |
| Spagna               | 6                 |
| Svezia               | 39                |
| Svizzera             | 5                 |

### Classifiche di fine anno
| Classifica (1993) | Posizione |
| ----------------- | --------- |
| Austria           | 27        |
| Belgio (Fiandre)  | 28        |
| Germania          | 13        |
| Paesi Bassi       | 23        |
| Svizzera          | 31        |